# Wilhelm Witthöft
Johann Wilhelm Friedrich Witthöft, meist nur Wilhelm Witthöft (früher auch Witthoeft), (* 11. August 1816 in Stralsund; † 24. Juli 1874 in Berlin) war ein deutscher Zeichner, Radierer, Kupfer- und Stahlstecher. Einige seiner Werke sind im Kupferstichkabinett der Staatlichen Kunstsammlungen Dresden gelistet und online abrufbar.

## Biographie
Geboren in Stralsund als Sohn eines armen Soldaten kurz nach den napoleonischen Kriegen, lernte er seit etwa 1835 in Dresden bei Anton Ferdinand Krüger, seit 1829 Professor der Dresdner Kunstakademie. Ein Kurzaufenthalt führte ihn 1839 nach München zu Samuel Amsler. Witthöft lebte bis 1845 in der sächsischen Hauptstadt Dresden, danach in Berlin. Witthöft war verheiratet und hatte mindestens eine Tochter.

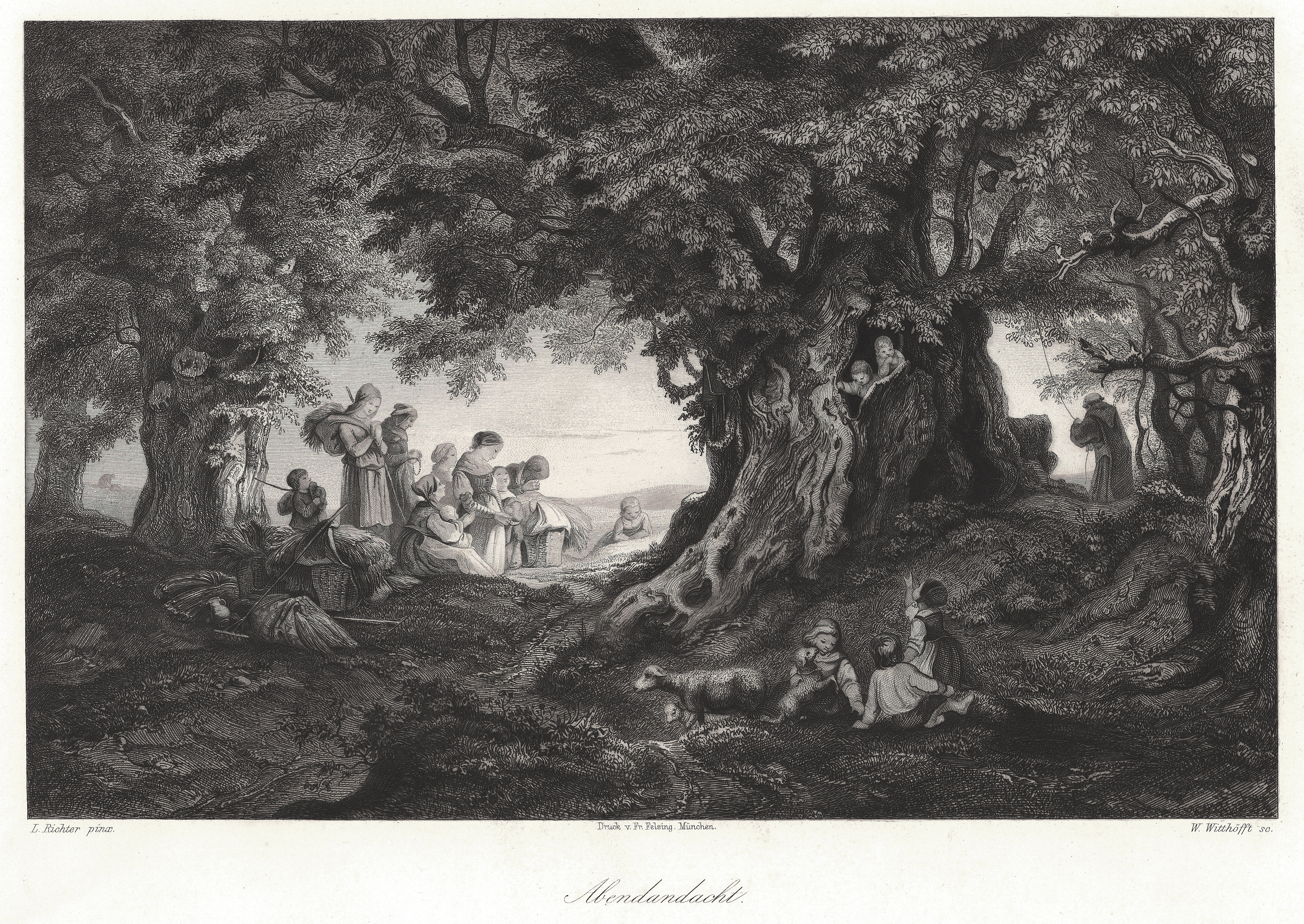
Stahlstich „Abendandacht“ von Wilhelm Witthöft nach der ersten Skizze zu Ludwig Richters Gemälde

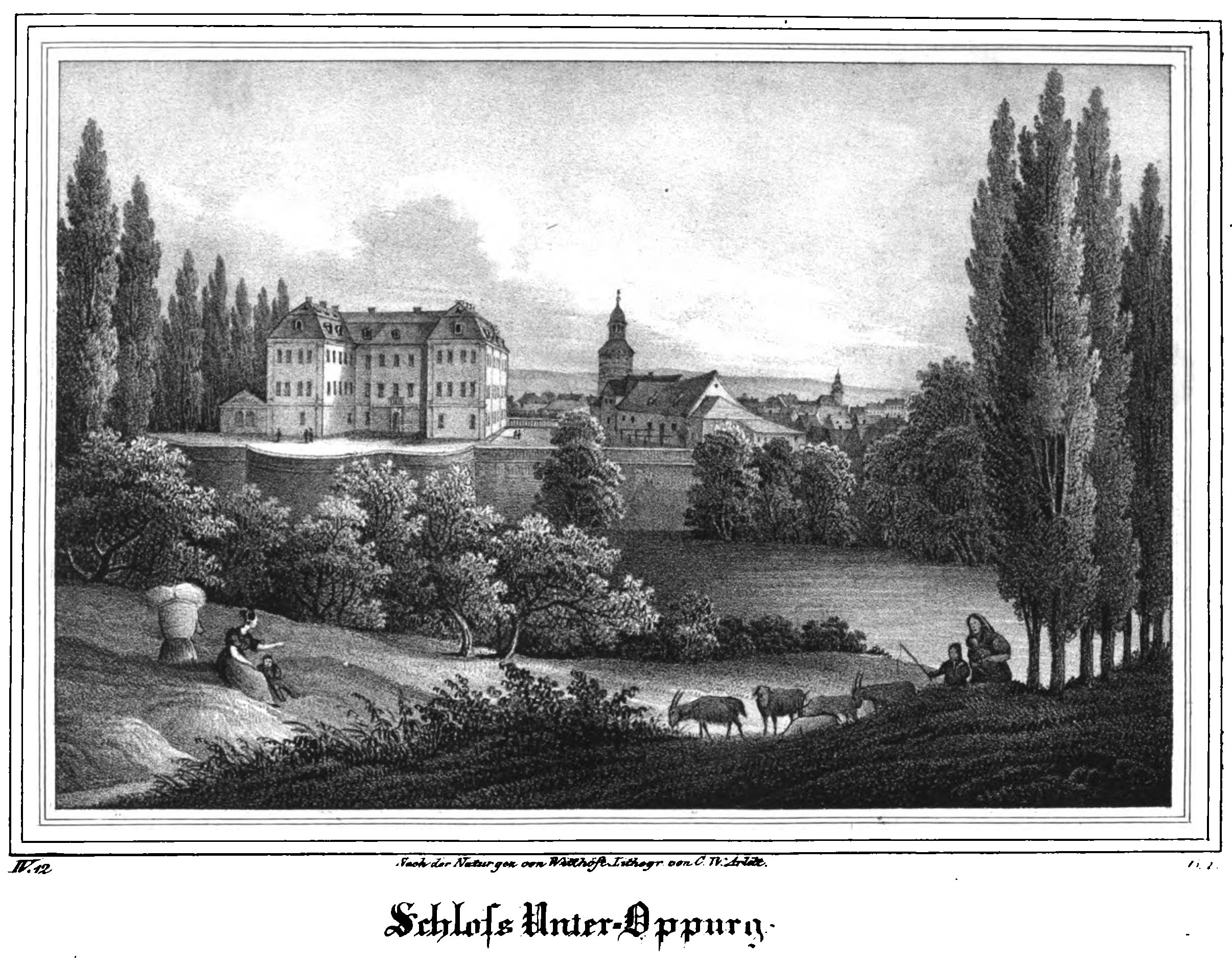
Schloss Oppurg, die Zeichnung von Wilhelm Witthöft, der Stich von Carl Wilhelm Arldt in der Saxonia. Museum für sächsische Vaterlandskunde, Band IV, Zeichnung 33

In Dresden führte er zunächst 1836 eine Platte mit drei Landschaften für den Sächsischen Kunstverein aus, die 1841 eine Zeichnung von ihm, betitelt „Ansicht des Schloßberges“, erwarb.
Er kam früh mit Ludwig Richter in Verbindung. Seine frühen Gemälde „Ariccia“ (1836) und „Civitella“ (auch Heimkehr der Hirten) radierte er für Richter.
Später fertigte er einen Stich nach Richters „Ruhender Wallfahrer“. Ab 1841 arbeitete er für Richters Verleger Georg Wigand im Verlag Mayer & Wigand in Leipzig und fertigte ein großes Konvolut von Stichen nach Zeichnungen Richters. So u. a. die „Wanderungen durch das Riesengebirge“. Weitere Bilder folgten bis etwa um 1845.
In den 1840er Jahren ließ er weitere seiner Werke im Verlag M&W erscheinen, so auch die zwei Hefte eines seiner Hauptwerke, den „Ausgeführten Radierungen nach Originalgemälden u. Zeichnungen deutscher Künstler“ (zu je 3 Blättern). Das erste enthält die bekannte „Abendandacht“ (oft fälschlich als „Abendlandschaft“ bezeichnet) von Ludwig Richter. Die bekannte Radierung war nicht, wie meist angegeben, nach dem Bild ausgeführt, sondern nach einer ersten kleinen Skizze Richters. Die weiteren Radierungen sind den Künstlern der Düsseldorfer Schule entnommen: u. a. Carl Friedrich Lessing, Eduard Wilhelm Pose, Caspar Scheuren, aber auch von Heinrich Bürkel und des Dresdner Romantik- und Landschaftsmalers Ernst Ferdinand Oehme.
Er zeichnete in seiner Dresdner Zeit viele Ansichten sächsischer und thüringischer Orte, Landschaften, besonders Burgen, Schlösser und Ruinen für den Steindruck (Sommers „Saxonia, Bd IV“ von 1839) oder als Vignetten für L. Puttrichs „Denkmalen der Baukunst des Mittelalters“ von 1841 bis 1844 und setzte dies auch noch bis 1850, dann schon in Berlin wohnhaft, fort.

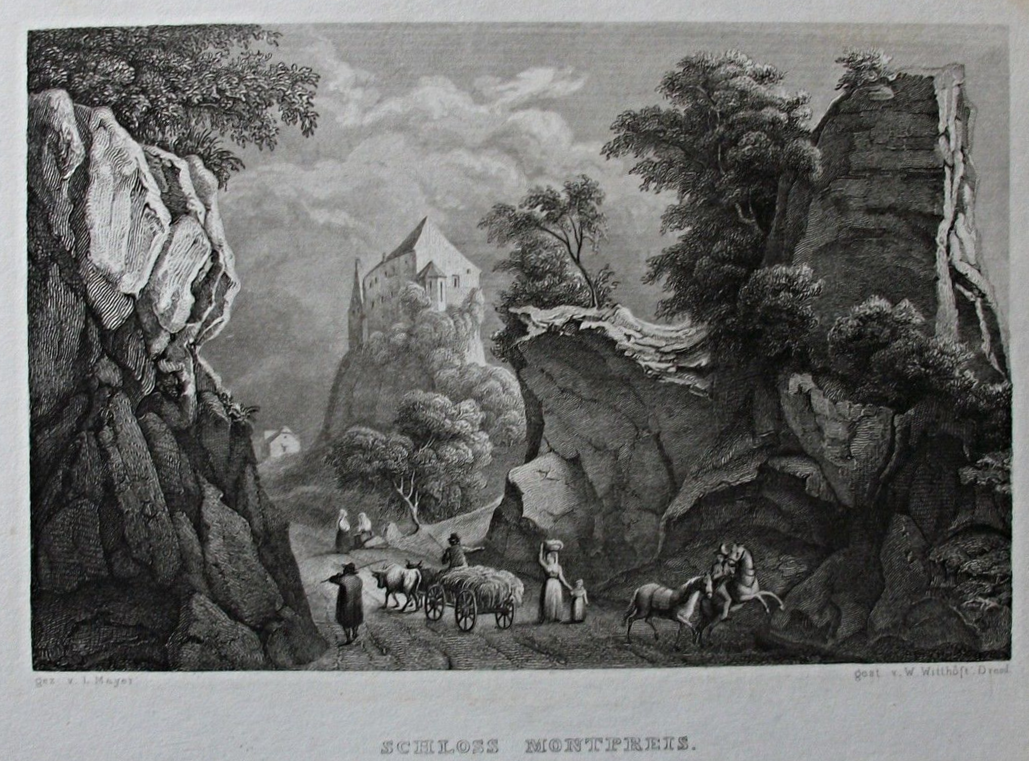
Die aus dem 12. Jahrhundert stammende Burg Montpreis, Untersteiermark, im heutigen Slowenien, zu seiner Zeit schon eine romantische Ruine. Stahlstich Witthöfts nach einem Bild des Malers Louis Mayer

Ab 1844 begann Wilhelm Witthöft für die Gemäldegalerie Alte Meister bekannte Bilder zu stechen (u. a. Tizians „Der Zinsgroschen“ und Rembrandts „Selbstbildnis mit Saskia“).
Nach 1845 und seinen Umzug nach Berlin arbeitete er u. a. für den Verein der Kunstfreunde im preußischen Staate 1846/47 einen Stahlstich nach Karl Friedrich Schinkels Gemälde „Blick in Griechenlands Blüte“ und für den preußischen König Friedrich Wilhelm IV. 1850 eine Ansicht des Schlosses Marienburg, das er schon mehrfach gestochen hatte, sowie Landschafts- und Architekturbilder teils in Linien-, teils in Schwarzkunstmanier. Um 1855 stach Witthöft ein Panorama von Schweinfurt nach einer Zeichnung von Carl Rauch. Weitere Blätter als Jahresgaben lieferte er den Kunstvereinen in Neupommern und in Thüringen sowie dem Berliner „Verein für Kupferstich“ und weitere Stiche für den Sächsischen Kunstverein. Daneben radierte er viele Stiche über österreichische Orte und Landschaften, vor allem aus Tirol, der Untersteiermark und des Krains.
Ein Werk seines Sommeraufenthaltes auf Rügen „Gasthaus auf Stubbenkammer“ vom Juli 1860 und das von Schinkel 1835 entworfene, sogenannte Schweizerhaus auf Stubbenkammer darstellend, befindet sich im Stralsund Museum.
Er war am Album „Blätter u. Blüten deutscher Poesie u. Kunst“ (2. Auflage Leipzig 1867) mit Stahlstichen beteiligt und schuf eine Folge von Mezzotintostichen für den Kunstverlag Lüderitz-Berlin.
In seiner Zeit wurden seine Arbeiten als „elegant, in der Weise der modernen englischen Schule“ beschrieben. Seine Bilder sind in Europa in verschiedenen Sammlungen erhalten und Reproduktionen seiner Werke sind im Umlauf oder werden gehandelt.

## Ausstellungen
- Über die Dresdner Kunstakademie: 2 Ausstellungen: 1836 und dann wieder 1864
- Über die Berliner Kunstakademie: Ausstellungen 1848, 1856, 1860, 1862, 1866, 1868 und 1870[8]